# Carmín tropical
Carmín tropical es una película mexicana dramática de 2014 dirigida, coproducida y escrita por Rigoberto Perezcano. Formó parte de la selección oficial del Festival Internacional de Cine de Morelia, donde obtuvo el Premio a Mejor Largometraje Mexicano.

## Argumento
Mabel, es una muxe que reside en Veracruz, pero regresa a su pueblo natal en Oaxaca para encontrar al asesino de su amiga Daniela. Durante su viaje conoce a Modesto, un taxista que le hace recordar su época en la que era una de las cantantes de cabaret más reconocidas de la comunidad, lo que dejó por ir en busca del amor de un hombre.

## Reparto
- José Pescina como Mabel
- Luis Alberti como Modesto
- Everardo Trejo como Faraón Morales
- Juan Carlos Medellín como Darina
- Marco Pétriz como Comandante Rómulo
- Marco Antonio Aguirre como El Pareja

## Comentarios
Este filme ocupa el lugar 19 dentro de la lista de las 100 mejores películas del mexicanas, según la opinión de 27 críticos y especialistas del cine en México, publicada por el portal Sector Cine en junio de 2020.